# NXT TakeOver: Brooklyn
NXT TakeOver: Brooklyn było galą profesjonalnego wrestlingu z cyklu gal NXT TakeOver wyprodukowaną przez federację WWE. Odbyła się 22 sierpnia 2015 w Barclays Center w Brooklynie w Nowym Jorku, jako część weekendu z SummerSlam. Była emitowana na żywo na WWE Network. Było to pierwsze NXT TakeOver spoza Full Sail University.
Na gali odbyło się 10 walk, z czego 4 zostały nagrane do oddzielnego odcinka tygodniówki NXT. NXT TakeOver: Brooklyn miało dwie walki wieczoru; w pierwszej z nich Bayley pokonała mistrzynię kobiet, Sashę Banks. W drugiej zaś, Finn Bálor obronił NXT Championship w walce z byłym mistrzem – Kevinem Owensem.

## Produkcja

### Przygotowania
Cykl gal NXT TakeOver rozpoczął się 29 maja 2014, kiedy to brand WWE NXT otrzymał swoją drugą ekskluzywną galę na WWE Network pod nazwą NXT TakeOver. W kolejnych miesiącach słowo "TakeOver" stało się główną częścią nazwy kolejnych specjalnych gal NXT, które miały dodatkowe podtytuły, jak przykładowo NXT TakeOver: Fatal 4-Way, NXT TakeOver: R Evolution czy też NXT TakeOver: Rival. NXT TakeOver: Brooklyn było pierwszym TakeOver wyprodukowanym spoza Full Sail University. Była to siódma gala z chronologii i trzecia w 2015 roku.
NXT TakeOver: Brooklyn oferowało walki profesjonalnego wrestlingu z udziałem różnych wrestlerów z istniejących oskryptowanych rywalizacji i storyline'ów, które były kreowane na tygodniówce NXT. Wrestlerzy byli przedstawiani jako heele (negatywni, źli zawodnicy i najczęściej wrogowie publiki) i face'owie (pozytywni, dobrzy i najczęściej ulubieńcy publiki), którzy rywalizują pomiędzy sobą w seriach walk mających w budować napięcie. Punktem kulminacyjnym rywalizacji są walki na galach PPV lub serie pojedynków.

### Storyline'y

#### Finn Bálor vs. Kevin Owens
Rywalizacja Finna Bálora z Kevinem Owensem rozpoczęła się w lutym 2015, na NXT TakeOver: Rival, kiedy to Owens zdobył NXT Championship, a Bálor wygrał turniej o miano pretendenckie do tytułu. Bálor zmierzył się z mistrzem 25 marca na odcinku NXT, lecz Owens pokonał go, w walce skupiając się głównie na kontuzjowanej nodze przeciwnika. Bálor otrzymał kolejną szansę na zdobycie tytułu po tym, jak na NXT TakeOver: Unstoppable pokonał Tylera Breeze'a w walce o miano pretendenckie do NXT Championship. Na specjalnej gali WWE Network – The Beast in the East – Bálor, jako "Demon", pokonał Owensa w walce o tytuł mistrzowski. 9 lipca, na konwencie San Diego Comic-Con, ogłoszono, że Bálor ponownie zmierzy się z Owensem na NXT TakeOver: Brooklyn. Owens zażądał, aby ich walka była Ladder matchem. Bálor przystał na warunek Owensa.

#### Sasha Banks vs. Bayley
Rywalizacja Sashy Banks i Bayley rozpoczęła się 2 lata przed NXT TakeOver: Brooklyn. W czerwcu 2013, obie zawodniczki wzięły udział w turnieju, którego stawką był nowy pas kobiet – NXT Women's Championship. Obydwie odpadły już w pierwszej rundzie. Banks połączyła siły z Summer Rae, podczas gdy Bayley sprzymierzyła się z Charlotte. Banks i Rae próbowały namówić Bayley, by ta przyłączyła się do nich, lecz ostatecznie to Charlotte odwróciła się od Bayley i dołączyła do BFF's (Banks i Rae). We wczesnym 2014, Bayley, wspierana przez Natalyę, wygrała kilka walk z Banks, lecz przegrała z nią w pierwszej rundzie turnieju o zawieszone NXT Women's Championship. W lipcu, BFF's zakończyły działalność, a Bayley zdobyła miano pretendenckie do mistrzostwa kobiet. Przegrała jednak pojedynek z mistrzynią, Charlotte, na NXT TakeOver: Fatal 4-Way. Po walce, Charlotte pomogła Bayley obronić się przed atakiem ze strony Banks. W październiku, przyjaciółka Bayley – Becky Lynch – odwróciła się od niej i przyłączyła się do Banks. W styczniu 2015, Bayley powróciła do ringu po przerwie wywołanej kontuzją, którą odniosła po ataku ze strony Banks i Lynch. Na NXT TakeOver: Rival, Banks zdobyła NXT Women's Championship w Fatal 4-Way matchu z Charlotte, Lynch i Bayley. Podczas gdy Banks broniła tytułu, Bayley rozpoczęła rywalizację z Emmą. 12 sierpnia, Bayley pokonała Becky Lynch w walce o miano pretendenckie do NXT Women's Championship.

#### Blake i Murphy vs. The Vaudevillains
28 stycznia 2015, na odcinku NXT, Blake i Murphy pokonali The Lucha Dragons w walce o NXT Tag Team Championship. W lecie 2015, The Vaudevillains (Aiden English i Simon Gotch) rozpoczęli starania o miano pretendenckie do tytułów mistrzowskich. Pokonali Enzo Amore i Colina Cassady'ego, zdobywając prawo do walki z Blakiem i Murphym.

#### Tyler Breeze vs. Jushin Thunder Liger
Po ogłoszeniu czasu i miejsca odbycia się NXT TakeOver: Brooklyn, Tyler Breeze zażądał przeciwnika do walki na nadchodzącej gali. Generalny Menedżer NXT, William Regal, zmęczony ciągłym narzekaniem Breeze'a, wskazał wrestlera New Japan Pro Wrestling (NJPW) Jushina Thundera Ligera jako jego przeciwnika. NJPW zgodziło się na jednorazowy występ Ligera na gali WWE.

#### Apollo Crews vs. Tye Dillinger
We wczesnym 2015, Sesugh Uhaa podpisał kontrakt rozwojowy z WWE. 6 maja na odcinku NXT, Uhaa podpisał kontrakt z rozwojówką NXT. W sierpniu ogłoszono, że Uhaa, już jako "Apollo Crews", zadebiutuje na NXT TakeOver: Brooklyn w walce z Tyem Dillingerem.

## Gala

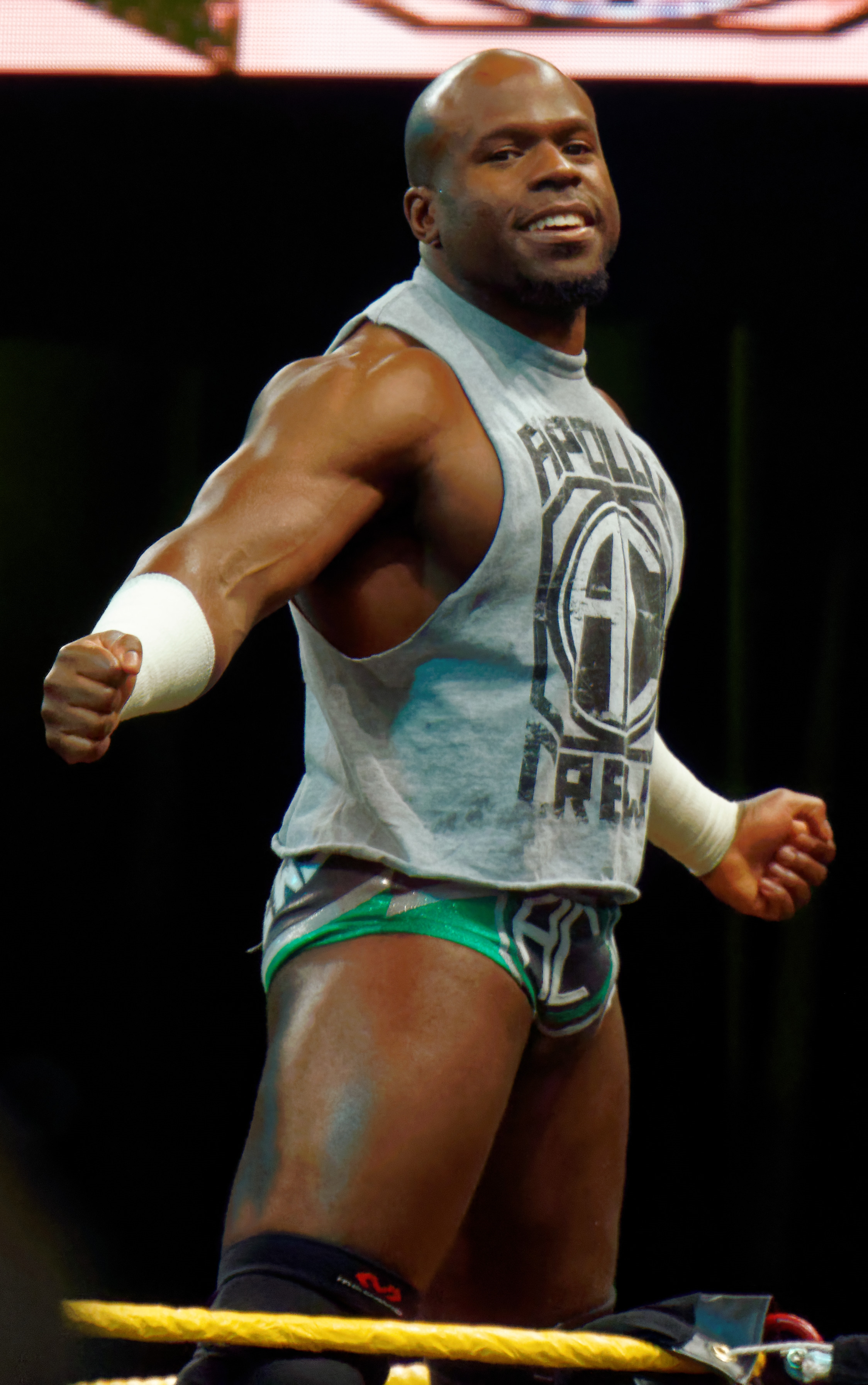
Debiutant Apollo Crews

### Komentatorzy
Anglojęzycznymi komentatorami NXT TakeOver: Brooklyn byli Byron Saxton, Corey Graves oraz Rich Brennan. Panel pre-show poprowadzili Renee Young, Lita, Saxton i Graves.
Przed rozpoczęciem transmisji na żywo nagrano 4 walki, które później zostały wykorzystane w odcinkach tygodniówki NXT.

### Główne show
Główną część gali rozpoczął Triple H. Wygłosił promo o przyszłości NXT i WWE. Pierwszą walką gali było starcie Tylera Breeze'a z Jushinem "Thunder" Ligerem. Liger wykonał Liger Bomb na przeciwniku, po czym przypiął go, wygrywając pojedynek.
The Vaudevillains (Aiden English i Simon Gotch, z towarzyszącą im Blue Pants) zmierzyli się z mistrzami tag team NXT – Blakiem i Murphym. Podczas walki, Blue Pants wdała się w bójkę z menedżerką Blake'a i Murphy'ego – Alexą Bliss. The Vaudevillains użyli finishera drużynowego Whirling Dervish, aby pokonać mistrzów tag team i stać się posiadaczami NXT Tag Team Championship po raz pierwszy.
Apollo Crews zadebiutował w ringu NXT w walce z Tyem Dillingerem. Crews pokonał przeciwnika po wykonaniu na nim Standing moonsaultu.
Generalny Menedżer NXT, William Regal ogłosił, że aby uczcić pamięć zmarłego Dusty'ego Rhodesa, odbędzie się turniej drużynowy Dusty Rhodes Tag Team Classic.
Samoa Joe zmierzył się z Baronem Corbinem. Po wymianie finisherów, Joe założył rywalowi dźwignię Coquina Clutch. Corbin utracił przytomność, na skutek czego sędzia przerwał pojedynek i ogłosił Joego zwycięzcą.
Na gali obecni byli Scott Hall, Kevin Nash, Sean Waltman, Ric Flair, Sgt. Slaughter, Tamina Snuka, Naomi, WWE World Heavyweight Champion Seth Rollins oraz niedawno zakontraktowana w WWE japońska wrestlerka Kanna.

### Walki wieczoru
Pierwszą z walk wieczoru było starcie o NXT Women's Championship pomiędzy mistrzynią Sashą Banks a pretendentką Bayley. Niemal dwudziestominutowa walka kobiet zakończyła się, gdy Bayley wykonała na Banks zmodyfikowaną hurricanranę oraz Bayley-to-Belly. Po zakończeniu pojedynku, Bayley świętowała wygraną z Becky Lynch i Charlotte. Banks objęła przeciwniczkę w geście przyjaźni.
Ostatnią walką NXT TakeOver: Brooklyn był Ladder match o NXT Championship między "Demonem" Finnem Bálorem a Kevinem Owensem. Pod koniec walki, mistrz NXT wymierzył Owensowi finisher Coup de Grace ze szczytu drabiny, po czym ponownie wspiął się na nią i zerwał wiszący pas.

## Odbiór gali
NXT TakeOver: Brooklyn otrzymała dobre noty od krytyków.
Nick Tylwalk z Canoe.ca przyznał gali 8 punktów na 10. Według niego, najlepiej wypadł Ladder match między Bálorem a Owensem (przyznał mu 9,5 na 10 punktów), a najgorzej walka Barona Corbina z Samoa Joem (4 punkty).
Benjamin Tucker z Pro Wrestling Torch Newsletter był obecny na NXT TakeOver: Brooklyn oraz SummerSlam (które odbyło się dzień później). Ocenił galę NXT na 9 punktów (z 10), zaś SummerSlam na 6,5 punktów. Pochwalił umiejętności ringowe zawodników z NXT oraz stwierdził, że walka kobiet o NXT Women's Championship była lepsza od wszystkich pojedynków na SummerSlam.
Wrestling Observer Newsletter Dave'a Meltzera przyznał walce o NXT Women's Championship 4,5 na 5 gwiazdek. Drugą najlepiej ocenioną walką było starcie o NXT Championship (4,25 gwiazdki), zaś najgorszą – starcie Apollo Crewsa z Tyem Dillingerem (1,5 gwiazdki).
NXT TakeOver: Brooklyn zdobyło nagrodę Gali Roku 2015 na pierwszym końcoworocznym rozdaniu nagród NXT. Walka Sashy Banks z Bayley zdobyła nagrodę Walki Roku.

## Wydarzenia po gali
16 września na NXT, Generalny Menedżer NXT William Regal ogłosił, że Bayley będzie broniła NXT Women's Championship w rewanżowym 30-minutowym Iron Man matchu przeciwko Sashy Banks. Regal dodał, iż będzie to walka wieczoru nadchodzącego NXT TakeOver: Respect.
Turniej Dusty Rhodes Tag Team Classic rozpoczął się 2 września 2015 na odcinku NXT. Jego półfinały i finał odbyły się na NXT TakeOver: Respect, zaś jego zwycięzcami zostali Finn Bálor i Samoa Joe.

## Wyniki walk
| Nr                                                                                    | Wyniki | Stypulacje                                 | Czas  |
| ------------------------------------------------------------------------------------- | --- | ------------------------------------------ | ----- |
| 1N                                                                                    | Enzo Amore, Colin Cassady, Zack Ryder i Mojo Rawley pokonali Jasona Jordana, Chada Gable'a, Scotta Dawsona i Dasha Wildera | Eight-man tag team match                   | N/A   |
| 2N                                                                                    | Eva Marie pokonała Carmellę                                                                                                | Singles match                              | N/A   |
| 3N                                                                                    | Bull Dempsey pokonał Eliasa Samsona                                                                                        | Singles match                              | N/A   |
| 4N                                                                                    | Emma pokonała Becky Lynch, Charlotte i Danę Brooke                                                                         | Fatal 4-Way match                          | N/A   |
| 5                                                                                     | Jushin Thunder Liger pokonał Tylera Breeze'a                                                                               | Singles match                              | 08:42 |
| 6                                                                                     | The Vaudevillains (Aiden English i Simon Gotch) (w/ Blue Pants) pokonali Blake'a i Murphy'ego (c) (w/ Alexa Bliss)         | Tag team match o NXT Tag Team Championship | 10:16 |
| 7                                                                                     | Apollo Crews pokonał Tye'a Dillingera                                                                                      | Singles match                              | 04:43 |
| 8                                                                                     | Samoa Joe pokonał Barona Corbina poprzez submission                                                                        | Singles match                              | 10:21 |
| 9                                                                                     | Bayley pokonała Sashę Banks (c)                                                                                            | Singles match o NXT Women's Championship   | 18:22 |
| 10                                                                                    | Finn Bálor (c) pokonał Kevina Owensa                                                                                       | Ladder match o NXT Championship            | 21:45 |
| (c) – mistrz/mistrzyni przed walkąN – walka była nagrywana do oddzielnego odcinka NXT | |                                            |       |